# Grivče
Grivče este o localitate din comuna Ajdovščina, Slovenia, cu o populație de 68 de locuitori.